# Marcello Bartolucci
Marcello Bartolucci (n. Bastia Umbra, Perugia, Italia, 9 de abril de 1944) es un obispo católico, doctor de teología, canonista y profesor italiano, actualmente arzobispo titular Bevagna y secretario emérito de la Congregación para las Causas de los Santos.

## Biografía
Nacido en la ciudad italiana de Bastia Umbra de la provincia de Perugia en el año 1944.
Tras realizar sus estudios secundarios entró en el Pontificio Seminario Regionale Umbro Pío XI donde se especializó en Teología, seguidamente se convirtió en Doctor de Teología Sagrada (S.T.D. Sacrae Theologiae Doctor) por la Pontificia Universidad Lateranense, después se licenció en Derecho canónico por la Universidad Pontificia de Santo Tomás de Aquino y regresó a la Universidad Lateranense, donde obtuvo un diploma en Teología pastoral.
Al finalizar su formación universitaria y eclesiástica, el día 9 de noviembre de 1968 fue ordenado sacerdote en su ciudad natal por el obispo Mons. Giuseppe Placido Maria Nicolini. Tras ser ordenado, comenzó trabajando ese mismo año como asistente sacerdotal y sacerdote parroquial en la Parroquia de Valfabbrica, hasta 1977.
Durante estos años, desde 1970 a 1973 fue párroco de la Parroquia Santa María de Lugano de la ciudad de Asís y seguidamente ha ocupado diversos cargos en la Diócesis de Asís-Nocera Umbra-Gualdo Tadino, siendo jefe de la pastoral diocesana de vocaciones, asistente diocesano de Acción Católica y también fue profesor de religión católica en diversas escuelas de educación secundaria.
Desde 1977, entró al servicio de la Congregación para las Causas de los Santos donde ocupó diversos cargos, hasta que el 5 de mayo de 2007 fue nombrado Subsecretario de dicha congregación. Seguidamente dejó el cargo debido a que el 29 de diciembre de 2010 pasó a ser el Secretario y también el papa Benedicto XVI lo nombró nuevo Obispo de la Diócesis titular de Bevagna. Recibió la consagración episcopal el 5 de febrero de 2011 en la Basílica de San Pedro de la Ciudad del Vaticano, a manos del papa Benedicto y del arzobispo Mons. Celso Morga Iruzubieta y teniendo como co-consagrantes a los cardenales Angelo Sodano y Tarcisio Bertone.
El 29 de diciembre de 2015 fue confirmado como secretario de la Congregación para las Causas de los Santos donec aliter provideatur.
El 18 de enero de 2021 es cesado en sus funciones de Secretario de la Congregación para las Causas de los Santos, al superar la edad límite.